# Silent Scream (filme)
Silent Scream (conhecido originalmente como The Retreat) é um filme produzido nos Estados Unidos e lançado em 2005.